# Centronia laurifolia
Espèce
Statut de conservation UICN

 VU D2 : Vulnérable
Centronia laurifolia est une espèce de plantes à fleurs de la famille des Melastomataceae endémique du Pérou.

## Publication originale
- Memoirs of the Wernerian Natural History Society 4(2): 314. 1823. (May 1823)